# La Parra
La Parra település Spanyolországban, Badajoz tartományban. La Parra La Morera, Santa Marta, Villalba de los Barros, Feria, Salvatierra de los Barros és Nogales községekkel határos. Lakosainak száma 1284 fő (2024).

## Népesség
A település népessége az utóbbi években az alábbiak szerint változott:
| Lakosok száma | 1417 | 1427 | 1419 | 1390 | 1403 | 1381 | 1364 | 1346 | 1322 | 1284 |
|               | 2001 | 2004 | 2006 | 2009 | 2011 | 2014 | 2016 | 2019 | 2021 | 2024 |